# M-1 Challenge 2009
M-1 Challenge 2009 foi a segunda temporada da série M-1 Challenge criada pela M-1 Global.  Teve início em 21 de fevereiro de 2009 e foi concluida em 3 de dezembro de 2009.  16  equipes em volta do mundo participaram da disputa, quase o dobre das equipes que concorrerram em 2008. A temporada foi vencida pela equipe russa.

## Organização
M-1 Challenge  é uma pormoção de eventos de MMA realizadas em diversas partes do mundo, onde grupos de MMA concorrem entre si. Cada equipe possui cinco lutadores correspodentes as classes de peso; Lightweight, Pesos Meio Médios, Pesos Médios, Pesos Meio Pesados e  Pesos Pesados.

## Finais
| Grupo A            | record da equipe | overall record |
| ------------------ | ---------------- | -------------- |
| x- Inglaterra      | 2-1              | 10-5           |
| Japão              | 2-1              | 8-7            |
| França             | 1-2              | 8-7            |
| Espanha            | 1-2              | 4-11           |
| Group B            | record da equipe | overall record |
| x- Costa Leste EUA | 3-0              | 13-2           |
| Brasil             | 2-1              | 10-5           |
| Coreia do Sul      | 1-2              | 5-10           |
| Equipe Imperial    | 0-3              | 2-13           |
| Group C            | record da equipe | overall record |
| x- Costa Leste EUA | 2-1              | 10-5           |
| Finlândia          | 2-1              | 10-5           |
| Benelux            | 1-2              | 6-9            |
| Bulgaria           | 1-2              | 4-11           |
| Group D            | record da equipe | overall record |
| x- Russian Legion  | 3-0              | 13-2           |
| Alemanha           | 2-1              | 10-5           |
| World Team         | 1-2              | 6-9            |
| Turquia            | 0-3              | 1-14           |

## Final da Temporada
21 de fevereiro de 2009 (Seattle, EUA)
 Finlândia vs.   Benelux (4-1)
- Luta de Pesos Leves: Danny van Bergen derrota  Juha-Pekka Vainikainen por decisão unânime.
- Luta de Pesos Meio Médios: Janne Tulirinta derrota  Tommy Depret por finalização (brabo choke)  aos 2:30 do primeiro round.
- Luta de Pesos Médios: Lucio Linhares derrota  Kamil Uygun por finalização (armbar)  aos 1:22 do primeiro round.
- Luta de Pesos Meio Pesados: Marcus Vänttinen derrota  Jason Jones por decisão unânime.
- Luta de Pesos Pesados: Toni Valtonen derrota  Sander Duyvis por TKO (socos)  aos 0:18 do primeiro round.

 Coreia do Sul vs.  The Equipe Imperial (3-2)
- Luta de Pesos Leves: Do Hyung Kim derrota  Mikhail Malutin por decisão unânime.
- Luta de Pesos Meio Médios: Myung Ho Bae derrota  Erik Oganov por finalização (mata leão)  aos 2:12 do segundo round.
- Luta de Pesos Médios: Dmitri Samoylov derrota  Hyun Gyu Lim por decisão unânime.
- Luta de Pesos Meio Pesados: Jae Young Kim derrota  Mikhail Zayats por TKO (head kick)  aos 4:02 do segundo round.
- Luta de Pesos Pesados: Oleksiy Oliynyk derrota  Sang Soo Lee por finalização (ezekiel choke)  aos 4:27 do segundo round.

 Costa Leste EUA vs.  Brasil (3-2)
- Luta de Pesos Leves: Dave Jansen derrota  Flavio Roberto Alvaro por decisão unânime.
- Luta de Pesos Meio Médios: Eduardo Pamplona derrota  Dylan Clay por TKO (socos)  aos 2:48 do terceiro round.
- Luta de Pesos Médios: Reggie Orr derrota  Juliano Cioffi Belgine via split decision.
- Luta de Pesos Meio Pesados: Raphael Davis derrota  Jair Goncalves Junior por TKO (socos)  aos 4:05 do primeiro round.
- Luta de Pesos Pesados: Jose Edson dos Santos Franca derrota  Carl Seumanutafa via split decision.

28 de março de 2009 (Bourgas, Bulgaria)
Costa Leste EUA vs. Bulgaria (5-0)
- Luta de Pesos Leves:  Renato Migliaccio derrota Yanko Yanev por finalização (armbar)  aos 4:45 do primeiro round.
- Luta de Pesos Meio Médios: Steve Carl  derrota  Ivan Ivanov por finalização (mata leão)  aos 3:31 do primeiro round.
- Luta de Pesos Médios:  Herbert Goodman derrota Jordan Radev por nocaute aos  4:59 do segundo round.
- Luta de Pesos Meio Pesados: Chuck Grigsby derrota Atanas Dzhambazov por decisão unânime.
- Luta de Pesos Pesados: Lloyd Marshbanks derrota  Emil Samoilov por finalização (heel hook)  aos 3:27 do primeiro round.

 Alemanha vs. Turquia (5-0)
- Luta de Pesos Leves: Franco de Leonardis derrota  Akin Duran por finalização (triangle choke)  aos 2:29 do primeiro round.
- Luta de Pesos Meio Médios: Daniel Weichel derrota  Fatih Dogan por finalização (d'arce choke)  aos 2:29 do primeiro round.
- Luta de Pesos Médios: Gregor Herb derrota  Ahmed Bayrak por finalização (mata leão)  aos 2:00 do segundo round.
- Luta de Pesos Meio Pesados: Martin Zawada derrota  Samy Turky por TKO at 2:38 do primeiro round.
- Luta de Pesos Pesados: David Baziak derrota  Tugrul Okay por TKO at 0:52 do segundo round.

 Russian Legionvs.   World Team (4-1)
- Luta de Pesos Leves: Yuri Ivlev derrota  Romano de los Reyes por decisão unânime.
- Luta de Pesos Meio Médios: Magomed Shikhshabekov derrota  Jason Ponet por finalização (triangle choke)  aos 1:34 do primeiro round.
- Luta de Pesos Médios: Sergey Kornev derrota  Nathan Schouteren via KO at 0:12 do primeiro round.
- Luta de Pesos Meio Pesados: Gadzhimurad Omarov derrota  Nils van Noord por finalização (mata leão)  aos 2:24 do primeiro round.
- Luta de Pesos Pesados: Michal Kita derrota  Ahmed Sultanov via KO at 2:30 do primeiro round.

29 de Abril de 2009 (Tóquio, Japão)
 Inglaterra vs.  Japão (4-1)
- Luta de Pesos Leves: Luiz Andrade derrota  Ian Butlin por finalização (armbar)  aos 3:20 do primeiro round.
- Luta de Pesos Meio Médios: Simon Phillips derrota  Hidehiko Hasegawa via KO aos 0:20 do primeiro round.
- Luta de Pesos Médios: Matt Thorpe derrota  Yusuke Masuda por finalização (mata leão)  aos 1:30 do segundo round.
- Luta de Pesos Meio Pesados: Tom Blackledge derrota  Tatsuya Mizuno por finalização (mata leão)  aos 3:22 do primeiro round.
- Luta de Pesos Pesados: Rob Broughton derrota  Yusuke Kawaguchi por decisão unânime.

 Espanha vs.  França (3-2)
- Luta de Pesos Leves: Jose Luis Zapater derrota  Makhtar Gueye via disqualification (illegal kick)  aos 1:21 do terceiro round.
- Luta de Pesos Meio Médios: Abner Lloveras derrota  Gael Grimaud via split decision.
- Luta de Pesos Médios: Christophe Dafreville derrota  Rayco Silva por finalização (Anaconda choke)  aos 2:48 do primeiro round.
- Luta de Pesos Meio Pesados: Christian M'Pumbu derrota  Enoc Solves por finalização (armbar)  aos 4:59 do primeiro round.
- Luta de Pesos Pesados: Rogent Lloret derrota  Soufian Elgarne por finalização (anaconda choke)  aos 2:44 do primeiro round.

 Costa Leste EUA vs.  Coreia do Sul (5-0)
- Luta de Pesos Leves: Dave Jansen derrota  Yui Chul Nam por decisão unânime.
- Luta de Pesos Meio Médios: Fábio Nascimento derrota  Myung Ho Bae por decisão unânime.
- Luta de Pesos Médios: Givanildo Santana derrota  Min Suk Heo por finalização (armbar)  aos 4:05 do primeiro round.
- Luta de Pesos Meio Pesados: Raphael Davis derrota  Jae Young Kim por TKO (socos)  aos 3:45 do segundo round.
- Luta de Pesos Pesados: Shane Del Rosario derrota  Dool Hee Lee via KO (head kick)  aos 2:27 do primeiro round.

9 de Maio de 2009 (São Paulo, Brasil)
 Bulgaria vs.   Benelux (3-2)
- Luta de Pesos Leves:  Yanko Yanev derrota  Danny van Bergen por finalização (armbar)  aos 2:23 do primeiro round.
- Luta de Pesos Meio Médios: Raymond Jarman derrota  Ivan Ivanov por TKO (flying knee)  aos 0:35 do primeiro round.
- Luta de Pesos Médios: Jordan Radev derrota   Danny Smit por decisão unânime.
- Luta de Pesos Meio Pesados: Emil Samoilov derrota  Jason Jones por TKO (doctor’s stoppage)  aos 2:09 do primeiro round.
- Luta de Pesos Pesados: Jessie Gibbs derrota  Nikola Dipchkov por finalização (golpes)  aos 1:37 do primeiro round.

 Russian Legionvs.  Alemanha (4-1)
- Luta de Pesos Leves:  Yura Ivlev derrota  Franco de Leonardis por TKO (golpes)  aos 2:14 do segundo round.
- Luta de Pesos Meio Médios: Magomed Shikhshabekov derrota  Sven Heising via knockout (golpes)  aos 4:27 do primeiro round.
- Luta de Pesos Médios:  Gregor Herb derrota  Sergey Kornev por finalização (armbar)  aos 4:32 do primeiro round.
- Luta de Pesos Meio Pesados: Gadzimurad Omarov derrota  Ismail Centinkaya por finalização (golpes)  aos 1:09 do primeiro round.
- Luta de Pesos Pesados: Akhmed Sultanov derrota  Lars Klug por finalização (armbar)  aos 1:21 do primeiro round.

 Brasil vs.  Team Imperial (5-0)
- Luta de Pesos Leves: Hacran Dias derrota  Amirkhan Mazikhov por finalização (mata leão)  aos 3:58 do primeiro round.
- Luta de Pesos Meio Médios: Eduardo Pamplona derrota  Erik Oganov por decisão unânime.
- Luta de Pesos Médios: Leandro Silva derrota   Dmitri Samoylov por decisão unânime.
- Luta de Pesos Meio Pesados: Alexander Machado derrota   Mikhail Zayats por decisão unânime.
- Luta de Pesos Pesados: Joaquim Ferreira derrota  Maxim Grishin por finalização (North/South Choke)  aos 3:57 do primeiro round.

5 de Junho de 2009 (Kansas City, EUA)
  World Team vs.  Turquia (4-1)
- Luta de Pesos Leves: Akin Duran derrota  Romano De Los Reyes por TKO (golpes)  aos 1:57 do terceiro round.
- Luta de Pesos Meio Médios: Diego Gonzalez derrota  Fatih Dogan por TKO (golpes)  aos 2:16 do primeiro round.
- Luta de Pesos Médios: Nathan Schouteren derrota  Ahmed Bayrak por TKO (golpes)  aos 3:21 do primeiro round.
- Luta de Pesos Meio Pesados: Ryan Sturdy derrota  John Doyle por decisão unânime.
- Luta de Pesos Pesados: Michał Kita derrota  Liron Wilson por TKO (golpes)  aos 3:27 do primeiro round.

 França vs.  Inglaterra (4-1)
- Luta de Pesos Leves: Makhtar Gueye derrota  Ian Butlin por TKO (golpes)  aos 0:09 do primeiro round.
- Luta de Pesos Meio Médios:  Gael Grimaud derrota  Simon Phillips por finalização (triangle) 1:29 do primeiro round.
- Luta de Pesos Médios: Christophe Dafreville derrota  Matt Thorpe por finalização (triangle)  aos 4:32 do primeiro round.
- Luta de Pesos Meio Pesados: Johan Romming derrota  Danny Giblin por finalização (North/South choke)  aos 1:59 do primeiro round.
- Luta de Pesos Pesados: Rob Broughton derrota  Soufian Elgarne via corner stoppage (injury)  aos 2:02 do primeiro round.

 Costa Leste EUA vs.  Finlândia (3-2)
- Luta de Pesos Leves: Renato Migliaccio derrota  Niko Puhakka por finalização (armbar)  aos 4:18 do primeiro round.
- Luta de Pesos Meio Médios:  Janne Tulirinta derrota  Anthony Ford por TKO (golpes)  aos 0:11 do primeiro round.
- Luta de Pesos Médios: Lucio Linhares derrota  Valdir Araujo por nocaute aos  1:25 do primeiro round.
- Luta de Pesos Meio Pesados: Rodney Wallace derrota  Marcus Vänttinen por decisão unânime.
- Luta de Pesos Pesados: Lloyd Marshbanks derrota  Toni Valtonen por finalização (neck crank/side headlock)  aos 0:55 do segundo round.

4 de Julho de  2009 (Seul, Coreia do Sul)
 Finlândia vs.  Bulgaria (4-1)
- Luta de Pesos Leves: Niko Puhakka derrota  Yanko Yanev por TKO (golpes)  aos 2:16 do primeiro round.
- Luta de Pesos Meio Médios: Janne Tulirinta derrota  Ivan Ivanov por TKO (golpes)  aos 3:44 do primeiro round.
- Luta de Pesos Médios: Rosen Dimitrov derrota  Mikko Suvanto por decisão unânime.
- Luta de Pesos Meio Pesados: Marcus Vänttinen derrota  Emil Samoilov por finalização (verbal)  aos 3:42 do terceiro round.
- Luta de Pesos Pesados: Toni Valtonen derrota  Nikola Dipchkov por finalização (triangle)  aos 4:49 do primeiro round.

 Costa Leste EUA vs.  Russia Imperial (5-0)
- Luta de Pesos Leves: Dave Jansen derrota  Amirkhan Mazikhov por finalização (guillotine)  aos 0:22 do primeiro round.
- Luta de Pesos Meio Médios: Fábio Nascimento derrota  Marat Ilaev por finalização (armbar)  aos 2:13 do segundo round.
- Luta de Pesos Médios: Givanildo Santana derrota  Radmir Gabdulin por finalização (arm triangle)  aos 3:47 do primeiro round.
- Luta de Pesos Meio Pesados: Tony Lopez derrota  Viktor Nemkov por finalização (mata leão)  aos 3:06 do segundo round.
- Luta de Pesos Pesados: Shane Del Rosario derrota  Maksim Grishin por TKO (golpes)  aos 0:21 do primeiro round.

 Brasil vs.  Coreia do Sul (3-2)
- Luta de Pesos Leves: Yui Chul Nam derrota  Hacran Dias por decisão unânime.
- Luta de Pesos Meio Médios: Eduardo Pamplona derrota  Do Hyung Kim por decisão unânime.
- Luta de Pesos Médios: Daniel Acacio derrota  Jae Young Kim por decisão unânime.
- Luta de Pesos Meio Pesados: Alexander Machado derrota  Dool Hee Lee por finalização (mata leão)  aos 3:26 do segundo round.
- Luta de Pesos Pesados: Hae Joon Yang derrota  Joaquim Ferreira por nocaute aos  0:14 do primeiro round.

15 de Agosto de 2009 (Amsterdam, Holanda)
 Inglaterra vs.  Espanha (5-0)
- Luta de Pesos Leves: Scott Hewitt derrota  Jose Roque por finalização (armbar)  aos 1:35 do segundo round.
- Luta de Pesos Meio Médios: Simon Phillips derrota  Jonathan Leon por finalização (mata leão)  aos 4:29 do primeiro round.
- Luta de Pesos Médios: Matt Thorpe derrota  Rafael Rodriguez por finalização (triangle)  aos 0:56 do primeiro round.
- Luta de Pesos Meio Pesados: Tom Blackledge derrota  Enoc Solves via KO (head kick)  aos 0:09 do primeiro round.
- Luta de Pesos Pesados: David Keeley derrota  Paco Estevez por TKO (golpes)  aos 4:23 do segundo round.

 Japão vs.  França (3-2)
- Luta de Pesos Leves: Yoshiro Tomioka derrota  Frederic Fernandez por finalização (triangle)  aos 3:53 Round 1.
- Luta de Pesos Meio Médios: Yuya Shirai derrota  Gael Grimaud por TKO (golpes)  aos 4:16 do primeiro round.
- Luta de Pesos Médios: Christophe Dafreville derrota  Yusuke Masuda por finalização (armbar)  aos 2:27 do primeiro round.
- Luta de Pesos Meio Pesados: Christian M'Pumbu derrota  Hideto Tatsumi por TKO (golpes)  aos 4:53 do segundo round.
- Luta de Pesos Pesados: Yoshiyuki Nakanishi derrota  Akim Assenine por finalização (Achilles lock)  aos 4:51 do primeiro round.

 Alemanha vs.   World Team (4-1)
- Luta de Pesos Leves: Daniel Weichel derrota  Danial Sharifi por finalização (guillotine)  aos 2:53 do segundo round.
- Luta de Pesos Meio Médios: Diego Gonzalez* derrota  Nordin Asrih por decisão unânime.
- Luta de Pesos Médios: Nathan Schouteren derrota  Ismael Cetinkaya por TKO (golpes)  aos 3:51 do primeiro round.
- Luta de Pesos Meio Pesados: Mathias Schuck derrota  Johan Romming por decisão unânime.
- Luta de Pesos Pesados: Thorsten Kronz derrota  Miodrag Petkovic por TKO (doctor’s stoppage)  aos 3:08 do segundo round.

16 de Agosto de 2009 (Amsterdam, Holanda)
 Japão vs.  Espanha (4-1)
- Luta de Pesos Leves: Abner Lloveras derrota  Luiz Andrade por decisão unânime.
- Luta de Pesos Meio Médios: Hidehiko Hasegawa derrota  Jose Bertran por decisão unânime.
- Luta de Pesos Médios: Rikuhei Fujii derrota  Rayco Kakin por decisão unânime.
- Luta de Pesos Meio Pesados: Tatsuya Mizuno derrota  Rafael Rodriguez por finalização (mata leão)  aos 2:20 do primeiro round.
- Luta de Pesos Pesados: Yusuke Kawaguchi derrota  Cirio Tejera por decisão unânime.

 Russian Legionvs.  Turquia (5-0)
- Luta de Pesos Leves: Rustam Khabilov derrota  Akin Duran via knockout (throw)  aos 0:28 do primeiro round.
- Luta de Pesos Meio Médios: Magomed Shikhshabekov derrota  Fatih Dogan por TKO (golpes)  aos 0:35 do primeiro round.
- Luta de Pesos Médios: Sergey Kornev derrota  Ahmed Bayrak por finalização (neck crank)  aos 1:04 do segundo round.
- Luta de Pesos Meio Pesados: Besiki Gerenava derrota  Abdullah Ahmady por finalização (mata leão)  aos 3:51 do segundo round.
- Luta de Pesos Pesados: Akhmed Sultanov derrota  Gurhan Degirmenci por finalização (triangle)  aos 1:07 do primeiro round.

  Benelux vs.  Costa Leste EUA (3-2)
- Luta de Pesos Leves: Danny van Bergen derrota  David Zitnik por TKO (golpes)  aos 2:07 do primeiro round.
- Luta de Pesos Meio Médios: Shamar Bailey derrota  Raymond Jarman por TKO (golpes)  aos 3:15 do segundo round.
- Luta de Pesos Médios: John Doyle derrota  Richard Plug por decisão unânime.
- Luta de Pesos Meio Pesados: Jason Jones derrota  Mike Connors por finalização (golpes)  aos 1:00 do primeiro round.
- Luta de Pesos Pesados: Jessie Gibbs derrota  Charles Grigsby por decisão unânime.

## Round Final
Semi-Finais
[[26 September 2009 (Rostov-on-Don, Russia)
 Costa Leste EUA vs.  Costa Leste EUA (4-1)
- Luta de Pesos Leves: Ivan Jorge derrota  Steve Magdaleno por decisão unânime.
- Luta de Pesos Meio Médios: Delson Heleno derrota  Fabio Nascimento por decisão unânime.
- Luta de Pesos Médios: Gerson Dos Santos derrota  Joao Asis por TKO (golpes)  aos 3:50 do primeiro round.
- Luta de Pesos Meio Pesados: Chuck Grigsby derrota   Spencer Hooker por decisão unânime.
- Luta de Pesos Pesados: Shane Del Rosario derrota  Lloyd Marshbanks por TKO aos 1:34 do primeiro round.

 Russian Legion vs.  Inglaterra(4-1)
- Luta de Pesos Leves: Yura Ivlev derrota  Scott Hewitt por TKO (golpes)  aos 0:54 do primeiro round.
- Luta de Pesos Meio Médios: Magomed Shikhshabekov derrota  Simon Phillips por finalização (reverse heel hook)  aos 0:15 do primeiro round.
- Luta de Pesos Médios: Ansar Chalangov derrota  Matt Thorpe por finalização (reverse heel hook)  aos 0:41 do primeiro round.
- Luta de Pesos Meio Pesados: Besiki Gerenava derrota  Lee Austin por decisão unânime.
- Luta de Pesos Pesados: Rob Broughton derrota  Akhmed Sultanov por finalização (keylock)  aos 4:31 do primeiro round.

Finais
3 de Dezembro de 2009 (St. Petersburg, Russia)
 Russian Legion vs.  Costa Leste EUA (5-0)
- Luta de Pesos Leves: Yura Ivlev derrota  Ivan Jorge por TKO (golpes)  aos 4:11 do segundo round.
- Luta de Pesos Meio Médios: Magomed Shikhshabekov derrota  Gerson Dos Santos por finalização (armbar)  aos 2:06 do primeiro round.
- Luta de Pesos Médios: Ansar Chalangov derrota  Danilo Pereira por finalização (heel hook)  aos 4:17 do primeiro round.
- Luta de Pesos Meio Pesados: Besiki Gerenava derrota  Chuck Grigsby por decisão dividida.
- Luta de Pesos Pesados: Gadzhimurad Omarov derrota  Lloyd Marshbanks por paralisação de corner aos 4:07 do terceiro round.